# Alfons Niklas
Alfons Stanisław Niklas (ur. 20 października 1929 w Ostrowitem) – polski lekkoatleta młociarz, olimpijczyk.
Startował w igrzyskach olimpijskich w 1956 w Melbourne, gdzie w finale rzutu młotem zajął 10. miejsce. W latach 1954–1957 trzynaście razy wystąpił w meczach reprezentacji Polski, odnosząc dwa zwycięstwa.
Był mistrzem Polski w 1954; dwa razy zdobywał tytuł wicemistrza (w 1955 i 1957), a raz był brązowym medalistą (w 1960). Był również brązowym medalistą halowych mistrzostw Polski w 1954 w tej konkurencji.
Jego rekord życiowy wynosił 61,63 m (ustanowiony 20 października 1957 w Bydgoszczy).
Był zawodnikiem Stali Nadwiślanina Chełmno oraz Zawiszy Bydgoszcz.
Ukończył AWF w Warszawie w 1964. Uzyskał stopień doktora wychowania fizycznego. Był adiunktem AWF w Poznaniu.
Odznaczony Krzyżem Kawalerskim Orderu Odrodzenia Polski i odznaką „Zasłużony Mistrz Sportu”.